# Daït Iffer
Le lac ou Daït Iffer est situé dans la Province d'Ifrane, au Maroc, et fait partie de la série des Daiat (lacs) à une douzaine de kilomètres de la ville d'Ifrane.
De forme subcirculaire avec un diamètre de 300 m, le plan d’eau se situe à une altitude de 1 530 m et a une profondeur maximum de 6 m. Le bassin versant couvre une superficie de 388 hectares, alors que celle du lac est de 3,5 hectares. Il occupe le fond d’un synclinal formé de dolomie liasique et fait partie du paysage karstique du Moyen Atlas.
Il est caractérisé par un climat semi-humide à cause des précipitations d’origine atlantique. La principale saison des pluies est comprise entre novembre et mars. La végétation est fonction de la topographie : les arbustes xérophytes dominent l’étage situé entre 2 500 et 1 600 m d’altitude. Autour de 1 500 m se trouve l'étage représenté par le cèdre et les feuillus ou chênes verdâtres (quercus) à 1 200 m limité par une forêt dense (matorral) entre 1 200 et 800 m.

## Localisation
- Coordonnées :
- Latitude : 33°36′30″N
- Longitude : 4°54′30″W
- Altitude : 1 500 m
- Superficie : 3,5 ha
- Profondeur: 6 m
- Références des cartes : 1/100 000 -
- Province administrative : Province d'Ifrane
- Centre administratif proche :
- District forestier :
- Région biogéographique : n° - Moyen Atlas central

## Statut

### Système foncier
Domaine public

### Usages
parcours.

### Divers
Site RAMSAR.

## Bioclimats et milieu physique

### Caractéristiques bioclimatiques
Supraméditerranéen subhumide à hiver froid.

### Caractéristiques physiques
- Profondeur : 6 m

C'est un étang eutrophe.
- La température de l'eau :

## Qualités bioécologiques

### Faune et population animales
- Peuplement piscicole : grand brochet allant jusqu'à 70 cm (prise mesurée) et même plus, gardon (en abondance), des black bass de grandes tailles mais peu actifs et enfin la tanche.
- Peuplement : lièvre, sanglier et autres espèces.

## Sources
- Zones humides Moyen Atlas